# Parviturboides
Parviturboides is een geslacht van weekdieren uit de klasse van de Gastropoda (slakken).

## Soorten
- Parviturboides clausus (Pilsbry & Olsson, 1945)
- Parviturboides copiosus (Pilsbry & Olsson, 1945)
- Parviturboides decussatus (Carpenter, 1857)
- Parviturboides germanus (Pilsbry & Olsson, 1945)
- Parviturboides habrotima Kilburn, 1977
- Parviturboides interruptus (C. B. Adams, 1850)
- Parviturboides monile (Carpenter, 1857)
- Parviturboides monilifer (Carpenter, 1857)